# Liste der Monuments historiques in Crusnes
Die Liste der Monuments historiques in Crusnes führt die Monuments historiques in der französischen Gemeinde Crusnes auf.

## Liste der Immobilien
| Bezeichnung      | Beschreibung | Standort                         | Kennzeichnung | Schutzstatus | Datum | Bild           |
| ---------------- | --- | -------------------------------- | ------------- | ------------ | ----- | -------------- |
| Kirche Ste-Barbe | von 1937 bis 1939 erbaut, Architekten Claude Robbe und Alphonse Fénaux; technische Ausführung Ferdinand Fillod; Prototyp für eine geplante, aber nicht ausgeführte Serie von Stahlkirchen für die Mission in Übersee | Rue Première Transversale (Lage) | PA00106443    | Classé       | 1990  | weitere Bilder |

## Liste der Objekte
| Bezeichnung                            | Beschreibung | Standort                       | Kennzeichnung | Schutzstatus | Datum | Bild |
| -------------------------------------- | --- | ------------------------------ | ------------- | ------------ | ----- | ---- |
| Kreuzweg (1)                           | Eichenholz, Email, um 1945 von Maurice-Paul Chevallier                                                                  | in der Kirche Ste-Barbe (Lage) | PM54001494    | Inscrit      | 1995  |      |
| Skulptur eines heiligen Bischofs       | Holz, Farbig gefasst, zweite Hälfte des 15. Jahrhunderts                                                                | in der Kirche St-Léger (Lage)  | PM54000167    | Classé       | 1972  |      |
| Skulptur Heiliger Leodegar             | Stein, farbig gefasst, Mitte des 15. Jahrhunderts                                                                       | in der Kirche St-Léger (Lage)  | PM54000168    | Classé       | 1972  |      |
| Kreuzweg (2)                           | Eisen, bemalt und vergoldet, nach 1946 von Georges Serraz                                                               | in der Kirche Ste-Barbe (Lage) | PM54001281    | Classé       | 2003  |      |
| Hauptaltar                             | Altartisch und Tabernakel; Kalkstein und Metall, erste Hälfte des 20. Jahrhunderts; zugehörig PM54001284 und PM54001285 | in der Kirche Ste-Barbe (Lage) | PM54001283    | Classé       | 2003  |      |
| Altarkreuz                             | Holz, vergoldet, Metall, 1939 von Émile Juste Bachelet                                                                  | in der Kirche Ste-Barbe (Lage) | PM54001285    | Classé       | 2003  |      |
| Skulptur Heiliger Eligius              | Eichenholz, farbig gefasst und vergoldet, 18. Jahrhundert                                                               | in der Kirche St-Léger (Lage)  | PM54001491    | Inscrit      | 1995  |      |
| Skulptur Heiliger Hubertus             | Eichenholz, farbig gefasst und vergoldet, 18. Jahrhundert                                                               | in der Kirche St-Léger (Lage)  | PM54001492    | Inscrit      | 1995  |      |
| Wandgemälde                            | 32 Felder; 1939 von Nicolas Untersteller                                                                                | in der Kirche Ste-Barbe (Lage) | PM54001496    | Inscrit      | 1995  |      |
| Skulptur Heiliger Sebastian            | Rüster, farbig gefasst und vergoldet, 18. Jahrhundert                                                                   | in der Kirche St-Léger (Lage)  | PM54001493    | Inscrit      | 1995  |      |
| Gitterwerk                             | Chorschranke, Gitter zur Taufkapelle und Geländer der Empore; Schmiedeeisen, Aluminium, um 1939 von Lefèvre             | in der Kirche Ste-Barbe (Lage) | PM54001495    | Inscrit      | 1995  |      |
| Retabel Muttergottes der Minenarbeiter | Kalkstein, nach 1948 von Georges Serraz                                                                                 | in der Kirche Ste-Barbe (Lage) | PM54001279    | Classé       | 2003  |      |
| Retabel Kreuzigung                     | Kalkstein, nach 1946 von Georges Serraz                                                                                 | in der Kirche Ste-Barbe (Lage) | PM54001280    | Classé       | 2003  |      |
| Zwei Reliefs                           | am Hauptaltar; Kalkstein, vergoldet, um 1939 von Émile Juste Bachelet                                                   | in der Kirche Ste-Barbe (Lage) | PM54001284    | Classé       | 2003  |      |
| Sechsaltarleuchter                     | Metall, um 1939 | in der Kirche Ste-Barbe (Lage) | PM54001286    | Classé       | 2003  |      |